# Arasapura, Davanagere
Arasapura là một làng thuộc tehsil Davanagere, huyện Davanagere, bang Karnataka, Ấn Độ.